# Кокошкі (Вармінсько-Мазурське воєводство)
Кокошкі (пол. Kokoszki, нім. Klein Lindengrund) — село в Польщі, у гміні Розоги Щиценського повіту Вармінсько-Мазурського воєводства.
Населення — 27 осіб (2011).

## Демографія
Демографічна структура станом на 31 березня 2011 року:
|          | Загалом | Допрацездатний вік | Працездатний вік | Постпрацездатний вік |
| -------- | ------- | ------------------ | ---------------- | -------------------- |
| Чоловіки | 14      | 4                  | 8                | 2                    |
| Жінки    | 13      | 4                  | 5                | 4                    |
| Разом    | 27      | 8                  | 13               | 6                    |